# Peperomia pallens
Peperomia pallens är en pepparväxtart som beskrevs av Carl Sigismund Kunth. Peperomia pallens ingår i släktet peperomior, och familjen pepparväxter. Inga underarter finns listade i Catalogue of Life.